# Tidsskriftet Grønland
Tidsskriftet Grønland er siden 1953 udgivet af Det grønlandske Selskab og indeholder illustrerede artikler om grønlandske og arktiske forhold. Tidsskriftet udkommer med 4 numre årligt, med emner indenfor samfund, politik, erhverv, natur, kultur, historie og personalia.
Tidsskriftet opstod i forbindelse med den ændring af Grønlands status i Rigsfællesskabet, som fulgte med Grundloven af 1953. Indtil da havde Det grønlandske Selskab siden sin oprettelse i 1905 udgivet et årsskrift.
Journalist Uffe Wilken har været tidsskriftets redaktør siden 2012.